# 酒瓶兰
酒瓶蘭（学名：Beaucarnea recurvata）是園藝中较常见的一种多年生植物，为天门冬科酒瓶兰属植物，原產於墨西哥。耐旱常綠小喬木，莖幹直立，成株可高達數公尺。下部肥大，狀似酒瓶，因而得名。
肥大圓幹莖具有厚木栓層樹皮，老株表皮粗糙龜裂，狀似龜甲，為其特色，地下根為肉質狀。葉綠色，密集叢生於枝幹頂部，無柄平滑革質單葉，線形軟垂狀，質薄而硬，葉端漸尖，具細鋸齒緣。花小色白，生於葉腋間而頂生呈傘房花序，在夏季全日照下成熟植株才會開花，子房3室而缺花柱，有3柱頭。果實稍扁平，3室含有1-3個種子。
酒瓶蘭生命力強，幼株適合盆栽，可移至室內觀賞，成株適合庭植。性喜高溫，生長適溫攝氏16-30度，但在0℃以上均能越冬。全日照、半日照均可。因下端膨大的莖幹能儲存水分，故頗耐乾旱。栽培土質以肥沃之砂質壤土最佳，排水需良好以免造成根部腐爛。繁殖多採用播種法，春至秋季為適期；亦可使用母株上自然萌發的側枝作插穗以扦插法繁殖。經常修剪老葉，可促進植株成長。
|  |  |